# Célestin Crevel
Célestin Crevel est  un  personnage de La Comédie humaine d'Honoré de Balzac, né en 1786.

## Chronologie
- En 1818, dans César Birotteau, il est commis de Birotteau dans son magasin La Reine des roses. Il hérite de la chambre d'Anselme Popinot lorsque ce dernier est installé par son patron à la tête d'une succursale. En 1819, peu de temps après le bal de Birotteau et après sa faillite annoncée, il veut racheter La Reine des roses, mais Anselme Popinot veille aux conditions de cet achat : Crevel devra sous-louer aux Birotteau leur appartement.
- En 1833, dans La Cousine Bette, on apprend qu'il a épousé la fille unique d'un riche fermier de la Brie dont il a une fille, Célestine. Sa femme lui a apporté une dot importante, et elle meurt rapidement, à son grand soulagement, car elle était laide et désagréable. Il fait alors la noce avec le baron Hulot d'Ervy. Cette même année, sa fille Célestine épouse le fils du baron, Victorin Hulot d'Ervy.
- En 1835, il devient actionnaire de la compagnie Gaudissart dans Le Cousin Pons.
- En 1838, il est richissime. Il cherche à séduire la baronne Hulot d'Ervy qui se refuse à lui, mais qui, plus tard, s'humilie pour tenter de sauver son oncle de la mort et du déshonneur. À cette époque, il enlève Valérie Marneffe au baron Hulot et l'installe rue Vaneau. Valérie est encore mariée à Marneffe, mais il lui propose de l'épouser quand elle sera veuve.
- En 1841, il a de grands projets. Il veut racheter le château de Presles qui appartient à monsieur de Sérisy ; il envisage aussi d'acheter l'hôtel du duc de Navarreins, rue du Bac.
- En 1843, il épouse Valérie Marneffe, devenue veuve. Ferdinand du Tillet honore ce mariage de sa présence. Mais Crevel et Valérie meurent peu après, empoisonnés par le baron brésilien, Henri Montès de Montèjanos, l'un des amants de Valérie, trahi.

Pour les références, voir :